# Johannesburg
Johannesburg is de grootste stad van Zuid-Afrika, gelegen in de provincie Gauteng. Johannesburg is een van de grootstedelijke gemeenten van Zuid-Afrika onder de naam City of Johannesburg Metropolitan Municipality (Engels) en Stad Johannesburg Metropolitaanse Munisipaliteit (Afrikaans). 
Bij de volkstelling van 2022 had de stad 4.803.262 inwoners. De gehele agglomeratie, inclusief o.a. Ekurhuleni, Emfuleni en Pretoria, heeft bijna 15 miljoen inwoners.
Hoewel het niet de hoofdstad van het land is, is Johannesburg wel het hart van de Zuid-Afrikaanse economie, waarvan de goudindustrie overigens lang niet meer de enige steunpilaar is. Johannesburg is de zetel van het grondwettelijke hof.

## Namen
De precieze origine van de naam Johannesburg is niet zeker; er zijn meerdere personen genaamd "Johannes" betrokken geweest bij de vroege geschiedenis van de stad. De meest waarschijnlijke verklaring is dat de stad vernoemd is naar Johann Rissik en Christiaan Johannes Joubert, die de locatie van de nieuwe mijnstad hadden uitgekozen. Dit werd tien jaar later bevestigd door de overheid van de Zuid-Afrikaansche Republiek (Transvaal) aan de Zwitserse consul van Johannesburg. Het kan ook zijn dat de stad vernoemd is naar veldkornet Lucas Johannes Meyer, de eerste overheidsambtenaar van Johannesburg. Deze theorie werd ondersteund door de historicus G.A. Leyds, wiens oom, de Nederlandse staatssecretaris Willem Johannes Leyds, bevestigde dat de stad oorspronkelijk naar Meyer was vernoemd. President Stephanus Johannes Paulus (Paul) Kruger stemde hiermee in en merkte op dat naast Meyer zowel Rissik, Joubert, Leyds als Kruger zelf ook Johannes heette.
Johannesburg staat in het Zoeloe ook bekend als eGoli (plaats van goud) en in het Xhosa als eRhawutini.
Alle drie de namen eGoli, eRhawutini en Gauteng (uit het Zuid-Sotho) verwijzen naar de reden waarom deze stad zo groot geworden is: het goud van de Witwatersrand. De naam staat in het dagelijks leven bij Zuid-Afrikanen bekend als Jo'burg, Jozi en JHB.

## Geschiedenis
De regio Johannesburg werd altijd al bewoond door de nomadische Bosjesmannen die hier hun thuis vonden tot ze in de 11e eeuw door de Bantoes verdrongen werden. De voormalige Nederlandse kolonisten, de zogenaamde Boeren, waren de eerste Europeanen die in dit gebied kwamen waar ze verschillende boerderijen vestigden. Vóór 1880 was er nog geen grootschalige vestiging, maar dit veranderde toen er aan het eind van de 19e eeuw goud werd gevonden bij de Witwatersrand.

### Goud
In 1886 werd Johannesburg als mijnstad gesticht in de Zuid-Afrikaansche Republiek (Transvaal), een republiek gesticht door de Boeren die wegtrokken voor de Britse overheersing van de Kaapkolonie.
De goudindustrie verklaart waarom in en om de stad immense heuvels afval uit de kilometers diepe goudmijnen te zien zijn. De heuvels bestaan uit geelachtig zand, waarop maar moeizaam iets wil groeien. Bij veel van deze heuvels staan waarschuwingsborden voor vergiftiging. Bij het goudwinningsproces wordt namelijk cyanide gebruikt, waarvan restanten in het afval achterblijven.

### Johannesburg in Transvaal

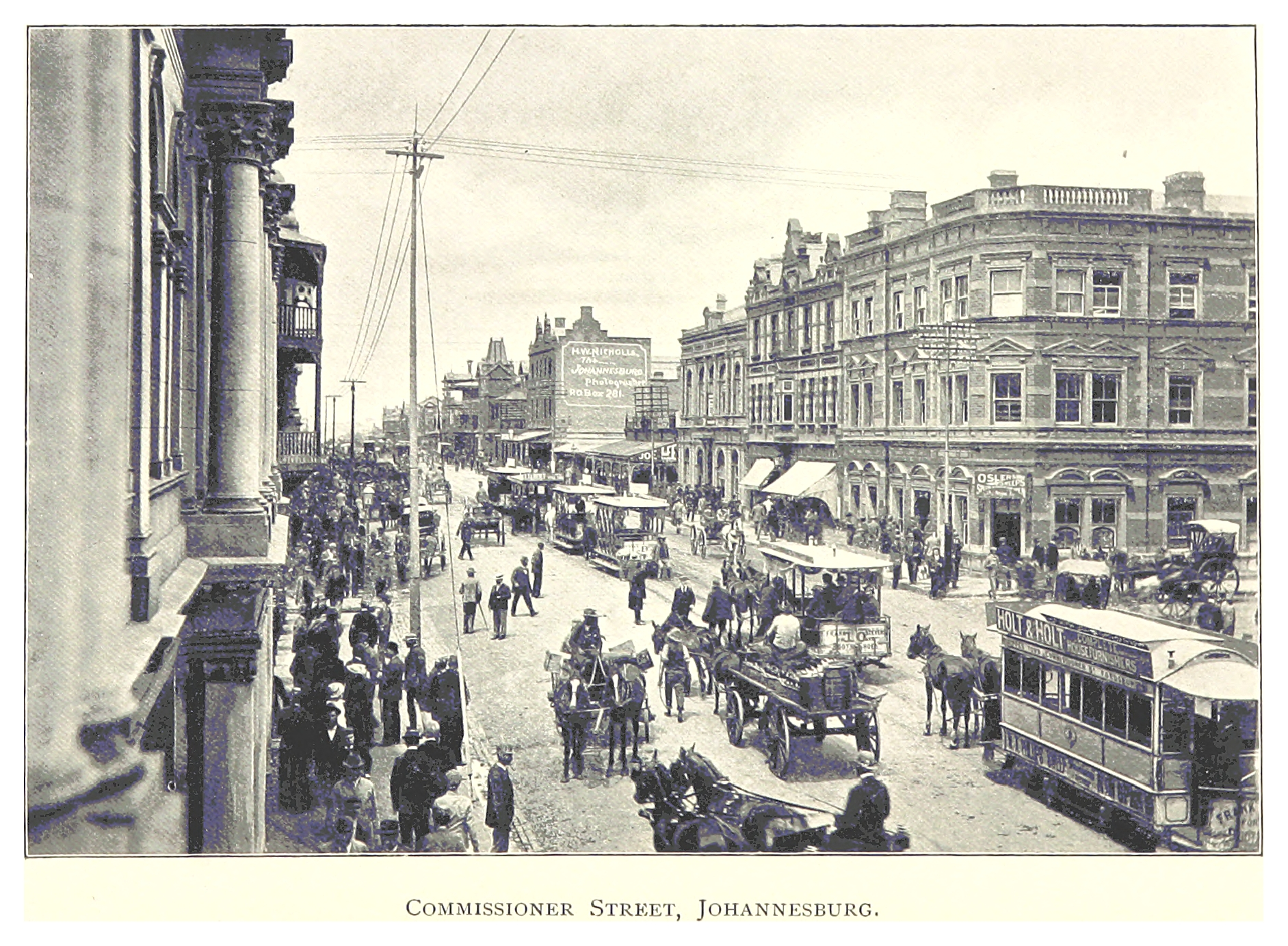
Johannesburg in 1899

De bewoners van de stad waren twee derde Engelstalig en twee vijfde zwart, vrijwel allemaal jonge ongetrouwde mannen. Hierdoor deden bars, gokhallen en bordelen goede zaken. Het contrast met het vrome leven van de calvinistische Boeren was enorm en president Paul Kruger zag met lede ogen aan hoe het economisch middelpunt van de republiek van Pretoria naar Johannesburg verschoof. Hoewel de Transvaal dankzij de goudmijnen een economische groeispurt onderging, werd Johannesburg vergeleken met een combinatie van Monte Carlo en Sodom en Gomorra.
Na enkele jaren was Johannesburg een van de snelst groeiende steden ter wereld, met zo'n 100.000 inwoners in 1896 (tien jaar na de stichting). De buitenlandse arbeiders, uitlanders genoemd, kregen echter geen stemrecht van de Transvaalse regering, wat leidde tot anti-Boerse gevoelens in Johannesburg. Het Britse Rijk, dat de kust van Zuid-Afrika al in bezit had, zag hierin een kans om de goudmijnen en de rest van Transvaal in te lijven. Na een mislukte staatsgreep (de Jameson Raid), waarin een poging werd gedaan om een opstand te ontketenen onder de uitlanders, liepen de spanningen tussen Transvaal en het Verenigd Koninkrijk nog meer op.
Toen de Tweede Boerenoorlog uitbrak vluchtten de meesten uitlanders uit Johannesburg naar de Kaapkolonie.

### 20e eeuw
Na de Boerenoorlog werd Transvaal veroverd door de Britten, en in 1910 werd de Unie van Zuid-Afrika gesticht. In de tijd van de apartheid werden de rassen strikt gescheiden gehouden en bestonden er stadsdelen waar alleen blanken of alleen zwarten mochten wonen. De grootste en bekendste zwarte buitenstad is Soweto (South Western Township).

## Tegenwoordig
Vandaag de dag is Johannesburg vooral een stad die bekendstaat om het zakenleven. Er zijn grote bedrijven gevestigd en de im- en export wordt hier geregeld. Het grootste van Zuid-Afrika's internationale vliegvelden, OR Tambo International Airport, is hier gevestigd. De stad is berucht om zijn criminaliteit, hoewel de situatie tegenwoordig beter is dan de periode rond de eeuwwisseling.
Johannesburg is een stad van internationale allure, en herbergt honderden nationaliteiten. Het is de stad van de rijkere klasse en tegelijkertijd de stad van de armste bevolking van Zuid-Afrika. Het centrum van de stad, dat vroeger alleen voor de blanke bevolking toegankelijk was, is nu een vrijwel volledig 'zwarte zone' met veel armoede en drugs- en alcoholmisbruik.
Het grootste deel van de zakelijke activiteiten heeft zich verplaatst naar omringende gebieden, en met name naar de noordelijke wijk Sandton.
De kust is voor Johannesburgers het ideale vakantieoord, in de vakanties trekken veel van de kapitaalkrachtige bewoners richting Mozambique en de kustplaatsen van Zuid-Afrika zelf.

## Klimaat
| Maand                                        | jan  | feb  | mrt  | apr  | mei  | jun  | jul  | aug  | sep  | okt  | nov  | dec  | Jaar |
| -------------------------------------------- | ---- | ---- | ---- | ---- | ---- | ---- | ---- | ---- | ---- | ---- | ---- | ---- | ---- |
| Hoogste maximum (°C)                         | 35,4 | 33,5 | 31,9 | 29,3 | 26,4 | 23,1 | 24,4 | 26,2 | 30,0 | 32,2 | 32,9 | 32,4 | 35,4 |
| Gemiddeld maximum (°C)                       | 25,6 | 25,1 | 24,0 | 21,1 | 18,9 | 16,0 | 16,7 | 19,4 | 22,8 | 23,8 | 24,2 | 25,2 | 21,9 |
| Gemiddelde temperatuur (°C)                  | 20,1 | 19,6 | 18,5 | 15,7 | 13,0 | 10,0 | 10,4 | 12,8 | 16,0 | 17,5 | 18,4 | 19,5 | 16,0 |
| Gemiddeld minimum (°C)                       | 14,7 | 14,1 | 13,1 | 10,3 | 7,2  | 4,1  | 4,1  | 6,2  | 9,3  | 11,2 | 12,7 | 13,9 | 10,0 |
| Laagste minimum (°C)                         | 7,2  | 6,0  | 2,1  | 0,5  | −2,5 | −8,2 | −5,1 | −5,0 | −3,3 | 0,2  | 1,5  | 3,5  | −8,2 |
|                                              |      |      |      |      |      |      |      |      |      |      |      |      |      |
| Neerslag (mm)                                | 125  | 90   | 91   | 54   | 13   | 9    | 4    | 6    | 27   | 72   | 117  | 105  | 713  |
| Zonuren (uur/dag)                            | 10,9 | 10,5 | 9,4  | 7,8  | 6,6  | 5,8  | 6,2  | 6,8  | 7,5  | 9,0  | 10,3 | 10,8 | 8,5  |
| Regendagen (dag)                             | 15,9 | 11,2 | 11,9 | 8,6  | 2,9  | 2,0  | 1,0  | 2,1  | 3,7  | 9,8  | 15,2 | 14,9 | 99,2 |
| Relatieve luchtvochtigheid (%)               | 69   | 70   | 68   | 65   | 56   | 53   | 49   | 46   | 47   | 56   | 65   | 66   | 59,1 |
| Bron: World Meteorological Organization NOAA |      |      |      |      |      |      |      |      |      |      |      |      |      |

## Hoofdplaatsen
Het nationaal instituut voor de statistiek, Stats SA, deelt sinds de census 2011 deze gemeente in in 40 zogenaamde hoofdplaatsen (main place):
Alexandra - Chartwell - City of Johannesburg NU - Dainfern - Diepsloot - Drie Ziek - Ebony Park - Ennerdale - Farmall - Itsoseng - Ivory Park - Johannesburg - Kaalfontein - Kagiso - Kanana Park - Lakeside - Lanseria - Lawley - Lehae - Lenasia - Lenasia South - Lucky 7 - Malatjie - Mayibuye - Midrand - Millgate Farm - Orange Farm - Poortjie - Rabie Ridge - Randburg - Randfontein - Rietfontein - Roodepoort - Sandton - Soweto - Stretford - Tshepisong - Vlakfontein - Zakariyya Park - Zevenfontein.

## Zustersteden
- Accra, Ghana[8][9]
- Addis Ababa, Ethiopië[8][9]
- Birmingham, Verenigd Koninkrijk[8][9]
- Kinshasa, Congo-Kinshasa[8][9]
- Londen, Verenigd Koninkrijk[8][9]
- Matola, Mozambique[8][9]
- New York, Verenigde Staten[8][9][10]
- Taipei, Taiwan
- Val-de-Marne, Frankrijk[8][9]
- Windhoek, Namibië[8][9]

## Bekende personen uit Johannesburg

### Geboren in Johannesburg
- Basil Rathbone (1892-1967), Brits acteur
- Johannes Jozef Hanrath (1900-1983), Nederlands geograaf, hoogleraar
- Allan McLeod Cormack (1924-1998), Amerikaans natuurkundige en Nobelprijswinnaar (1979)
- Steve Mokone (1932-2015), eerste buitenlandse voetballer in Nederland
- Albie Sachs (1935), anti-apartheidsactivist en rechter
- Frederik Willem de Klerk (1936-2021), president van Zuid-Afrika (1989-1994) en Nobelprijswinnaar (1993)
- David Shaffer (1936-2023), psychiater
- David Koloane (1938-2019), beeldend kunstenaar en conservator
- Basil van Rooyen (1939-2023), autocoureur
- Janet Suzman (1939), actrice
- Manfred Mann (1940), muzikant
- Peter Goldblatt (1943), botanicus
- John Bland (1945-2023), golfspeler
- Achmat Dangor (1948-2020), dichter, toneel- en romanschrijver
- Lenny Castro (1950), percussionist
- Willem Boshoff (1951), kunstenaar en hoogleraar
- Helen Zille (1951), burgemeester van Kaapstad en premier van de Westkaap
- Trevor Rabin (1954), musicus
- Santu Mofokeng (1956), fotograaf
- Ian Palmer (1957), golfspeler
- Johannes Kerkorrel (1960-2002), singer-songwriter en journalist
- Mark Plaatjes (1961), Zuid-Afrikaans/Amerikaans atleet
- André Bossert (1963), Zwitsers golfspeler
- Lebo M (1964), componist en zanger
- Mark Williams (1966), voetballer
- Dave Matthews (1967), Amerikaanse zanger en gitarist
- Wayne Ferreira (1971), tennisser
- Malcolm Lange (1973), wielrenner
- Sharlto Copley (1973), acteur
- Steve Nash (1974), Canadees basketballer
- Watkin Tudor Jones (1974), rapper
- Kevin Evans (1976), wielrenner
- Justine Waddell (1976), actrice
- Robert Hunter (1977), wielrenner
- Neill Blomkamp (1979], filmregisseur, scenarioschrijver, filmproducent en 3D-animator
- John Thorrington (1979), Zuid-Afrikaans-Amerikaans voetballer
- Clinton Hill (1980), Australisch sprinter
- Alistair Cragg (1980), Zuid-Afrikaans/Iers atleet
- Victor Gomes (1982), voetbalscheidsrechter
- Steven Pienaar (1982), voetballer
- Sunette Viljoen (1983), atlete
- Daryl Impey (1984), wielrenner
- Trevor Noah (1984), komiek en televisiepresentator
- Beth Tweddle (1985), Brits turnster
- Grant Brits (1987), Australisch zwemmer
- Jean Basson (1987), zwemmer
- Keri-Anne Payne (1987), Brits zwemster
- Bradley Grobler (1988), voetballer
- Wendy Trott (1990), zwemster
- Thulani Serero (1990), voetballer
- Candice Mama (1991), mensenrechtenactivist
- Troye Sivan (1995), Australisch zanger en acteur
- Sasha Pieterse (1996), zangeres en actrice
- Tatjana Schoenmaker (1997), zwemster
- Camden McLellan (2004), motorcrosser

## Galerij

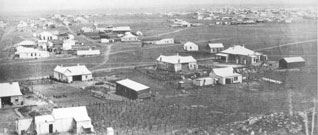
Johannesburg in 1896
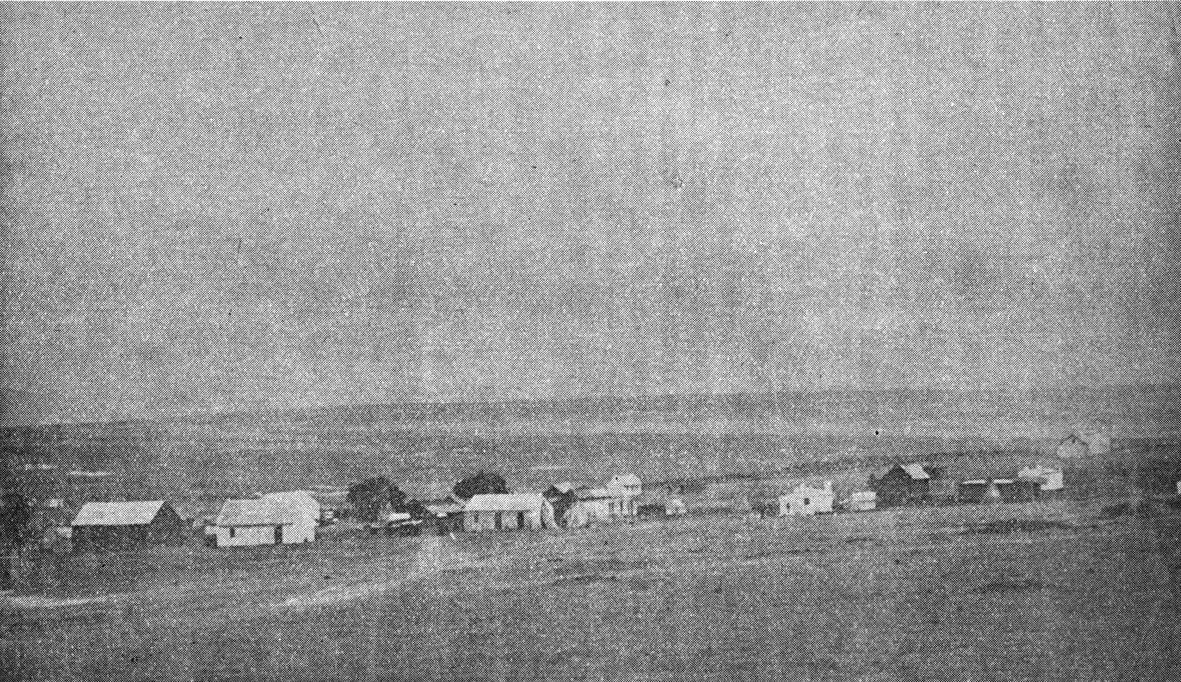
De boerderij waar in 1886 als eerst goud werd gevonden.
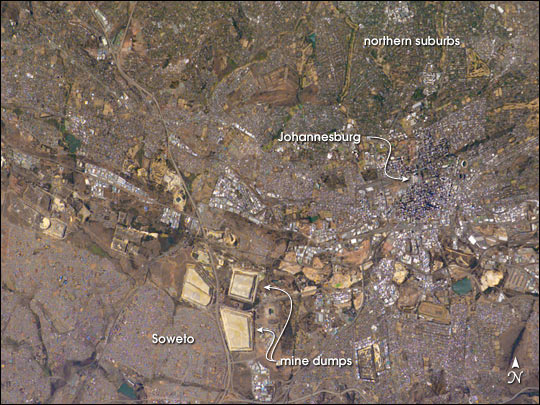